# Бертісарана
Бертісарана, Бертіс-Арана (баск. Bertizarana (офіційна назва), ісп. Bértiz-Arana) — муніципалітет в Іспанії, у складі автономної спільноти Наварра. Населення — 645 осіб (2009).
Муніципалітет розташований на відстані близько 350 км на північний схід від Мадрида, 39 км на північ від Памплони.
На території муніципалітету розташовані такі населені пункти: (дані про населення за 2009 рік)
- Себері: 5 осіб
- Легаса: 232 особи
- Санталокадія: 5 осіб
- Нарбарте: 308 осіб
- Тіпулаце: 12 осіб
- Оєрегі: 76 осіб
- Сеньйоріо-де-Бертіс: 7 осіб

## Демографія
Динаміка населення (INE ):

## Галерея зображень

Розташування муніципалітету